# 张肇铭
张肇铭（1897年—1976年），原名大旗，男，湖北武汉人，中国国画家，曾任中国美术家协会理事，湖北省文联副主席。